# Búnker del Santuario de La Luz
Búnker del Santuario de La Luz este o arie protejată (arie specială de conservare — SAC, sit de importanță comunitară — SCI) din Spania întinsă pe o suprafață de 2,78 ha, integral pe uscat.

## Localizare
Centrul sitului Búnker del Santuario de La Luz este situat la coordonatele 36°03′00″N 5°37′24″W / 36.05°N 5.6234°V.

## Înființare
Situl Búnker del Santuario de La Luz a fost declarat sit de importanță comunitară în decembrie 2000 pentru a proteja 1 specie de animale. Situl a fost protejat și ca arie specială de conservare în ianuarie 2015.

## Biodiversitate
Situată în ecoregiunea mediteraneană, aria protejată nu include niciun habitat protejat.
La baza desemnării sitului se află o specie protejată de  mamifere: liliac cu urechi de șoarece (Myotis blythii).
Pe lângă speciile protejate, pe teritoriul sitului au mai fost identificate 2 specii de plante.